# Détour mortel 5
Série Détour mortel
Détour mortel 4
(2011) Détour mortel 6
(2014)
Pour plus de détails, voir Fiche technique et Distribution.
Détour mortel 5 : Les Liens du sang ou Sortie fatale 5 au Québec (Wrong Turn 5: Bloodlines) est un film d'horreur américain réalisé par Declan O'Brien, sorti directement en vidéo en 2012. C'est le cinquième volet de la série de films Détour mortel.

## Synopsis
Un groupe de jeunes étudiants, Billy, Cruz, Julian, Lita et Gus, part à la légendaire fête des Montagnards qui se trouve en Virginie-Occidentale. Au début du film, Julian raconte l'histoire de cette fête et on apprend qu'il s'agit d'un massacre qui s'est passé en 1817 : trois cannibales avaient massacré les habitants d'une ville et les avaient tous dévorés. Cruz n'a pas très envie d'y aller mais Billy son petit copain la convainc. Sur le chemin, ils renversent un homme avec leur voiture. Billy décide d'aller voir s'il est encore en vie mais l'homme, qui s'avère être Maynard, un dangereux fugitif en cavale depuis plus de 30 ans, lui assène un coup de couteau sur le bras droit. Gus frappe Maynard. Ensuite, la police arrive et arrête Maynard et tous les étudiants. La shérif fouille la voiture de ces derniers et y découvre plusieurs types de drogues. Lorsqu'ils se retrouvent au commissariat, les étudiants sont terrifiés à l'idée que leur bourse leur soit retirée. Finalement Billy se dénonce et reste seul en prison tandis que les autres s'en vont. La soirée vire ensuite au cauchemar lorsque Cruz, qui est partie donner à manger à Billy, se fait éventrer par Trois doigts.
Les monstres sont venus libérer Maynard qui est leur père. Julian est lui aussi parti voir Billy et contrairement à Cruz parvient à rejoindre le commissariat sans voir les trois monstres. Arrivé au commissariat il découvre que Cruz n'est pas arrivée et Maynard dit qu'elle est sûrement morte depuis longtemps. Billy le menace de le tuer si Cruz est morte. Pendant ce temps, à l'hôtel, Gus se fait enlever par les monstres alors que Lita était sous la douche. Le monstre l'aperçoit mais Lita s'enfuit avant. Les monstres prennent ensuite des marteaux et donnent de grands coups sur les pieds de Gus. Les trois monstres emmènent Gus devant le commissariat et l'écrasent avec leur dépanneuse sous les yeux du shérif et de Julian. Le shérif décide de libérer Billy et donne une arme à Julian, Billy et Mose (ivrogne qui, plus tôt dans la journée, était dans la même cellule que Maynard et a été libéré mais est resté aider le shérif). Le shérif sort dans la rue pour aller dans la boutique d'en face pour y chercher une radio. Elle la trouve et rentre en contact avec Tim, un étudiant d'une autre ville de Virginie. Le shérif implore son aide mais Tim croit qu'il s'agit d'une mauvaise blague. Lita s'aperçoit alors que Gus a disparu et aperçoit un des cannibales qui semble ne pas la voir pas. Elle s'enfuit et se cache mais le monstre l'avait vue.
Elle va alors au commissariat et manque de peu de se faire faire tuer à travers la porte par Mose qui ne la voyait pas. Le shérif revient au commissariat. Billy demande à Lita si elle a vu Cruz mais Lita répond que celle-ci était partie avant Julian. Maynard continue ensuite à affirmer que Cruz est morte depuis longtemps et Billy, qui commence peu à peu à le croire, jure de le tuer si Cruz est morte. Billy décide alors d'aller chercher Cruz dans la rue et le shérif finit par accepter et donne même des armes à Billy et Julian, qui a voulu accompagner Billy. Les deux hommes sortent dans la rue et commencent à chercher Cruz et finissent par la retrouver morte. Billy s'effondre, aperçoit les monstres et essaie de les tuer mais les monstres les assomment lui et Julian et les capturent. Les trois cannibales emmènent ensuite Julian et Billy (toujours inconscients) dans un terrain de football. Au réveil de Billy et de Julian les deux étudiants s'aperçoivent que Billy est enterré dans la terre, avec uniquement la tête qui dépasse, et que Julian qui est enchaîné au poteau des buts du terrain de football. Les deux gens crient alors à l'aide mais personne ne les entend. Un des monstres, Trois doigts, tue les deux garçons avec un chasse-neige. Pendant ce temps au commissariat, Maynard tente de convaincre Lita qui si elle le libère, elle aura la vie sauve. Mose propose de partir chercher de l'aide et prend la voiture du shérif. Mais sur la route, il se fait attraper par les monstres qui l'emmènent dans le magasin en face du poste de police et brûlent le bâtiment avant de s'enfuir. Le shérif, en entendant les cris de Mose et en voyant le feu, décide d'aller le sauver. Elle laisse donc Lita seule avec Maynard et va dans la boutique d'en face. Lita se laisse manipuler par Maynard et le libère, mais celui-ci lui crève les yeux avec un coupe-papier. Le shérif revient sans avoir pu sauver Mose et voit que Lita s'est fait piégée. Elle réussit à ré-enfermer Maynard et soigne Lita, désormais aveugle.
Le shérif aperçoit la voiture de son mari dehors et va le rejoindre afin de le mettre à l'abri mais elle se rend compte qu'il a été tué et qu'elle a été piégée par les trois frères. Ils l'assomment et la ramènent à l'intérieur puis ils libèrent Maynard alors que Lita s'est enfuie. Maynard attache le shérif dans une cellule et relie une cordelette entre le pied du shérif et la queue de détente d'un fusil, ce qui fait que si le shérif baisse le pied, elle se prend une balle dans la tête. Il met ensuite le feu au commissariat laissant le choix au shérif de brûler vive ou de se tirer une balle. Après quelques instants de souffrance dans les flammes, le shérif décide de mettre fin à ses jours. Les monstres s'enfuient donc avec Maynard. On voit ensuite Lita, aveugle, qui marche seule sur la route. Un véhicule s'approche et s'arrête, et les monstres en sortent. Ils entrainent Lita dans la dépanneuse, qui les remercie, croyant avoir été sauvée. Maynard lui parle et elle comprend qu'elle s'est faite avoir. Elle crie sur la route déserte, Maynard rit d'une façon démente, et la dépanneuse s'éloigne dans la forêt, marquant ainsi la fin du film.

## Fiche technique
- Titre français : Détour mortel 5: Les Liens du sang
- Titre québécois : Sortie fatale 5
- Titre original : Wrong Turn 5: Bloodlines
- Réalisation : Declan O'Brien
- Scénario : Declan O'Brien
- Sociétés de production : Summit Entertainment, Constantin Film Produktion GmbH,
- Budget : 1,5 million (environ) de dollars
- Pays d'origine : États-Unis, Bulgarie
- Format : Couleurs - 1,85:1 - Dolby Digital - 35 mm
- Genre : horreur, thriller
- Durée : 85 minutes
- Dates de sortie : 
  -  États-Unis : 23 octobre 2012 (en DVD et Blu-ray)
  -  France : 2 octobre 2013 (en DVD)
- Interdit aux moins de 16 ans lors de sa sortie en France

## Distribution
- Doug Bradley (VFB : Patrick Descamps ; VQ : Jacques Lavallée) : Maynard Odets
- Camilla Arfwedson (VFB : Cécile Florin ; VQ : Catherine Hamann) : Le shérif Angela Carter
- Simon Ginty (VFB : Philippe Allard ; VQ : Xavier Dolan) : Billy Brolin
- Roxanne McKee (VFB : Mélanie Dermont ; VQ : Michèle Lituac) : Lita
- Paul Luebke (VFB : Nicolas Matthys ; VQ : Jean-Philippe Baril Guérard) : Gus
- Oliver Hoare (VFB : Alessandro Bevilacqua ; VQ : Nicolas Bacon) : Julian
- Amy Lennox (VFB : Audrey d'Hulstère ; VQ : Catherine Brunet) : Cruz
- Duncan Wisbey (VFB : Daniel Nicodème ; VQ : Jean-Marie Moncelet) : Mose
- Emilia Klayn (VFB : Sophie Landresse ; VQ : Véronique Marchand) : Kaleen Webber
- Peter Brooke (VFB : Laurent Bonnet) : Jason Carter
- Finn Jones (VFB : Stéphane Pelzer) : Teddy
- Kyle Redmond Jones : L'adjoint Kevin Biggs
- Harry Anichkin : Docteur Rick
- Velizar Peev : M. Johnson
- Borislav Iliev : Trois doigts
- Radoslav Parvanov : Un œil
- George Karlukovski : Dents de scie

Source et légende : Version québécoise (VQ) sur Doublage Québec.